# Cerkev sv. Jakoba, Telče
Cerkev sv. Jakoba je rimskokatoliška bogoslužna stavba na Telčah. Pripada župniji Škocjan pri Novem mestu. Zgrajena je bila v 17. stoletju.
Leta 1689 jo omenja tudi Valvasor. 
V osnovi je ladja romanske osnove, ki so jo predelali ter prizidali nov prezbiterij. Cerkev je bila po letu 1908 podružnična duhovnija brez stalnega duhovnika s službo božjo ob nedeljah in praznikih. Župljani so večkrat začeli akcijo za ustanovitev nove župnije s sedežem na Telčah s podružnicama Drušče in Slančji Vrh in z deli župnije Tržišče. 
Cerkev je imela privilegij kuratnih cerkva, zato je v preteklosti bila ob sobotah in nedeljah oskrbovana s kaplani iz župnije Škocjan.

## Zgradba in opis cerkve
Cerkev v tlorisu sestavljajo zvonik na zahodu, pravokotna ladja, tristransko sklenjen prezbiterij z zakristijo na južni strani ter severnim prizidkom, ki je bil narejen leta 1932. Notranjost cerkve je banjasto obokana, okrašena s štukaturami. Tlak v cerkvi je kamnit, slavolok je zidan in polkrožen. Okrog cerkve je pokopališče z mrliško vežico.
Leta 1923 sta bila v zvoniku zamenjana zvonova. V letih 1935-1937 so bile na cerkvi narejene manjše obnove. Zvonik je bil prekrit leta 1952 z navadno pločevino rdeče barve. Leta 1954 je bila prenovljena zunanjost cerkve. Novo streho pa je cerkev dobila leta 1977, novo fasado pa leta 1983. Leta 2023 v mesecu decembru je bila cerkev prekrita z novo strešno kritino.
Cerkev ima danes dva oltarja- glavni Sv. Jakob s kipoma. Sv. Jožefa z detetom in Sv. Antona Puščavnika s križem in prašičkom ob vznožju. Stranski oltar je oltar Marije z detetom in kipoma Sv. Joahima in Sv. Ane. Za glavnim oltarjem pa se nahaja zelo kvalitetna baročna poslikava-freska, ki je delo Antona Postla.